# آکسل
آکسل (انگلیسی: Axcel) شرکت سرمایه‌گذاری دانمارکی است، که در سال ۱۹۹۴ تأسیس شد.